# Margaret Ngotho
Margaret Ngotho, née le 23 juin 1970, est une athlète kényane.

## Carrière
Margaret Ngotho remporte la médaille de bronze du 1 500 mètres et du 3 000 mètres aux Championnats d'Afrique d'athlétisme 1990 au Caire. 
Elle est médaillée d'or en cross long par équipes aux Championnats du monde de cross-country 1991 à Anvers et aux Championnats du monde de cross-country 1995 à Durham, médaillée d'argent en cross court individuel aux Championnats du monde de cross-country 2000 à Vilamoura et médaillée d'argent en cross court par équipes aux Championnats du monde de cross-country 2001 à Ostende.